# Marco Garzonio
Marco Garzonio (Milano, 3 settembre 1939) è un giornalista, psicologo e saggista italiano Ex, presidente della Fondazione Culturale https://www.chiesadimilano.it/news/milano-lombardia/ambrosianeum-fabio-pizzul-nuovo-presidente-1778113.html.

## Biografia

### Formazione
Dopo aver conseguito la maturità al Liceo - Ginnasio Alessandro Manzoni, si iscrive all'Università Statale di Milano e si laurea in Diritto penale costituzionale nel (1963).
Nel 1967 si diploma presso la Scuola di Giornalismo e Mezzi Audiovisivi dell'Università Cattolica del Sacro Cuore e nel 1992 si diploma Psicologo Analista presso il Centro Italiano di Psicologia Analitica (CIPA).

## Carriera

### L'attività da giornalista
Garzonio muove i primi passi come giornalista a L'Italia (1962-64), il quotidiano cattolico all'epoca diretto da Giuseppe Lazzati, e a Relazioni Sociali (1963-65) il quindicinale voluto da Giovanni Battista Montini, allora Arcivescovo di Milano; lì mette a frutto l'esperienza maturata nei giornali studenteschi, al Liceo, e poi alla FUCI, la Federazione universitaria cattolica italiana dove aveva ritrovato come assistente spirituale don Giovanni Barbareschi suo insegnante di religione al Liceo Manzoni.
Dalla testimonianza del sacerdote, che ha fatto la Resistenza ed è stato tra i protagonisti de Il Ribelle, il periodico clandestino delle Brigate Fiamme Verdi, apprende la massima: «Non ci sono liberatori, ma solo uomini che si liberano».
Assunto in Cattolica nel 1965 in Biblioteca, passa poi alla programmazione delle iniziative culturali e nel 1968 impianta l'Ufficio Stampa dell'Università, nel cui ambito fonda il mensile Presenza, rivista istituzionale di largo Gemelli, di cui gli viene affidata la Direzione.
Poco dopo, nella prospettiva di un rinnovamento interno dell'Ateneo e di un rilancio del rapporto con il mondo cattolico italiano, accanto alla parte accademica, della ricerca e della formazione degli studenti il Rettore Giuseppe Lazzati istituzionalizza la "Formazione Permanente" e nomina Garzonio responsabile..
Garzonio svolge l'incarico sino agli inizi del 1973, quando Piero Bassetti lo chiama a dirigere l'Ufficio Stampa della Giunta Regionale lombarda.
Con lui, Garzonio partecipa alla fase costituente delle Regioni.
Quando Bassetti lascia l'impegno milanese per dedicarsi alla rifondazione della Democrazia Cristiana e candidarsi poi al Parlamento Nazionale, a Garzonio nell'estate del 1974 viene offerto di passare a Tempo, il settimanale che Guglielmo Zucconi e Antonio Alberti hanno deciso di rilanciare: qui gli viene affidato l'incarico di Capo Servizio Interni.
L'esperienza dura un anno, perché nell'agosto del 1975 Garzonio passa a Il Giorno, allora diretto da Gaetano Afeltra, in Cronaca.
Nel 1978 otterrà l'assegnazione del Premiolino per le inchieste sull'inquinamento della falda di Milano.
Nel gennaio del 1979 Garzonio viene chiamato al Corriere della Sera, in Cronaca, dove osserverà le tensioni di quegli anni.
D'intesa con la Direzione del giornale segue fin dal suo ingresso (10 febbraio 1980) il Cardinal Carlo Maria Martini in tutte le sue iniziative pastorali: nella Diocesi di Milano, in altre località del Paese e all'estero quando Martini diventa Presidente del Consiglio delle Conferenze dei Vescovi d'Europa.
Continua ad occuparsi di Martini anche dopo aver lasciato anticipatamente il Corriere, diventandone poi editorialista.

### L'attività di psicologo analista
A metà degli anni Settanta si accosta alla psicologia del profondo. Fa un primo percorso di analisi con Silvia Montefoschi.
Si fa promotore della fondazione in Italia dell'Associazione Italiana per la Sandplay Therapy, insieme a un gruppo di colleghi di Milano, Roma, Torino, Pisa.
Nel 1986 Garzonio incomincia il training istituzionale presso il Centro Italiano di Psicologia Analitica (CIPA).
Si diplomerà nel 1992, avendo ottenuto intanto l'iscrizione all'Ordine degli Psicologi nel 1990, cui seguirà l'iscrizione all'Albo degli Psicoterapeuti nel 1994.
Viene eletto Presidente nazionale del CIPA per due mandati consecutivi dal 1997 al 2001; sotto la sua gestione il Centro ottiene dal Ministero il riconoscimento della Scuola di Psicoterapia, che rilascerà quindi titoli con valore legale.
Nel 2013 viene richiamato una seconda volta alla Presidenza, per altri due mandati consecutivi, cioè sino al 2017.

### Altre attività
Garzonio ha insegnato alla Cattolica "Teoria e tecnica del linguaggio giornalistico" dal 1980 al 2002, dirigendo la Sezione di Giornalismo della Scuola Superiore delle Comunicazioni Sociali.
È stato quindi chiamato allo IULM, come docente di "Organizzazione dei musei" dal 2002 al 2010.
Presso la Scuola di Psicoterapia del CIPA è stato Responsabile di Materia di "Psicologia del sogno" e, successivamente, di "Produzioni inconsce non oniriche".
Presso l'AISPT dal 2004 è stato Coordinatore Scientifico del Corso di Perfezionamento in Sandplay Therapy "Rappresentazione dei conflitti e creatività nel lavoro clinico".
In quanto Presidente della Fondazione Ambrosianeum, a cui è succeduto nel 2023 Fabio Pizzul, incarico al quale fu chiamato dal Cardinal Martini, Marco Garzonio ha sovrinteso per 25 anni la realizzazione del "Rapporto sulla città".
Garzonio ha firmato insieme a Ermanno Olmi soggetto e sceneggiatura di Vedete, sono uno di voi (2017)  il docufilm prodotto dall'Istituto Luce con Rai Cinema, in cui il regista de L'albero degli zoccoli ha riproposto una lettura originale e poetica dell'esperienza spirituale e pastorale del Cardinal Martini.

## Opere
- Cardinale a Milano in un mondo che cambia, Rizzoli, Milano, 1985, ISBN 8817533114 - ISBN 978-8817533119
- Dieci ore di religione. Sussidiario su Dio e la fede per credenti e non credenti, Rizzoli, Milano, 1986, ISBN 8817533173 - ISBN 978-8817533171
- Gesù e le donne. Gli incontri che hanno cambiato il Cristo, Rizzoli, Milano, 1990 (vincitore del Premio "Donna, Città di Roma), ISBN 8817533165 - ISBN 978-8817533164; nuova edizione: Le donne, Gesù, il cambiamento. Il contributo della psicoanalisi alla lettura dei Vangeli, Vivarium, Milano, 2005
- Lazzaro, l'amicizia nella Bibbia, Edizioni Paoline, Milano, 1994, ISBN 8831509780 - ISBN 978-8831509787
- Schuster, Piemme, Casale Monferrato, 1996, ISBN 8838424969 - ISBN 978-8838424960
- Ambrogio. Così Agostino narrò la vita del maestro, Piemme, Casale Monferrato, 1997, ISBN 8838427356 - ISBN 978-8838427350; nuova edizione: La vita di Ambrogio narrata da Agostino, Piemme, Casale Monferrato, 2003
- Il "caso" Padre Pio, Sonzogno, Milano, 1998, ISBN 8845415333 - ISBN 978-8845415333
- Un sogno lungo cent'anni. Freud, Jung, gli altri a un secolo da "L'Interpretazione dei sogni", Milano, Vivarium, 1999-2016
- E venne un uomo chiamato Giovanni. Doveva essere un papa di transizione. Cambiò la Chiesa. Oggi è Beato, Bur, Rizzoli, Milano, 2000, ISBN 8817865729 - ISBN 978-8817865722
- Il Cardinale. Il valore per la Chiesa e per il mondo dell'episcopato di Carlo Maria Martini, Arnoldo Mondadori Editore, Milano, 2002, ISBN 8804509279 - ISBN 978-8804509271
- La vita come amicizia, San Paolo, Milano, 2007, ISBN 9788821558917
- Il Codice di Tarso, Edizioni Paoline, Milano, 2009, ISBN 8831535714 - ISBN 978-8831535717
- Il Profeta, Mondadori, Milano, 2012, ISBN 9788804631811
- Il vescovo, la polis, i tempi. Dialogo tra il Cardinal Martini e la sua Anima, Milano, Vivarium, 2013
- Siamo il sogno e l'incubo di Dio, Àncora Editrice, Milano, 2015, ISBN 9788851415372
- I profeti della porta accanto, Àncora Editrice, Milano, 2017, ISBN 9788851418373
- Ritorno a Gerusalemme. Il cammino del cristiano in Terra Santa con Carlo Maria Martini, Edizioni Terra Santa, Milano, 2018 - ISBN 9788862405980
- Beato è chi non si arrende, Àncora Editrice, Milano, 2020, ISBN 8851422974 - ISBN 978-8851422974
- La città che sale. Milano da Tangentopoli al post-Expo, passando per il Covid, in attesa delle Olimpiadi, nel ricordo di Carlo Maria Martini, San Paolo Edizioni, Milano, 2021, ISBN 9788892223912
- Martini, il vescovo per la città. Parole, incontri, semina, sogni del biblista che trasformò Milano (A cura di), Centro Ambrosiano, Milano, 2021, ISBN 886894443X
- I rododendri e le genziane, Puntoacapo, Pasturana, 2024